# مونت لوريل (كيبك)
مونت لوريل، كيبك (بالإنجليزية: Mont-Laurier)‏ هي مدينة كندية تقع في مقاطعة كيبك. تبلغ مساحة هذه المدينة 590.3519 (كم²)، ويبلغ عدد سكانها 13405 نسمة حسب إحصاء سنة 2006 م، بينما كان يسكنها 12766 نسمة في سنة 2001 م. تحتل هذه المدينة المرتبة رقم 277 بين مدن كندا حسب عدد السكان والمرتبة رقم 72 في المقاطعة. النمو سكاني في هذه المدينة يقدر بـ(5).

## أعلام
- دانيال رافاييل
- دان كلوتير
- سيلفيان كلوتير
- غوستاف روي

## وصلات خارجية
- الأطلس الحكومي لكندا
- إحصاءات كندا مع ساعة تعداد السكان